# Dystrykt Muzaffarabad
Dystrykt Muzaffarabad (urdu: ضِلع مُظفّر آباد) – dystrykt w północno-wschodnim Pakistanie w Azad Dżammu i Kaszmirze. W 1998 roku liczył ok. 454 000 mieszkańców. Siedzibą administracyjną dystryktu jest Muzaffarabad.